# Hulevník Loeselův

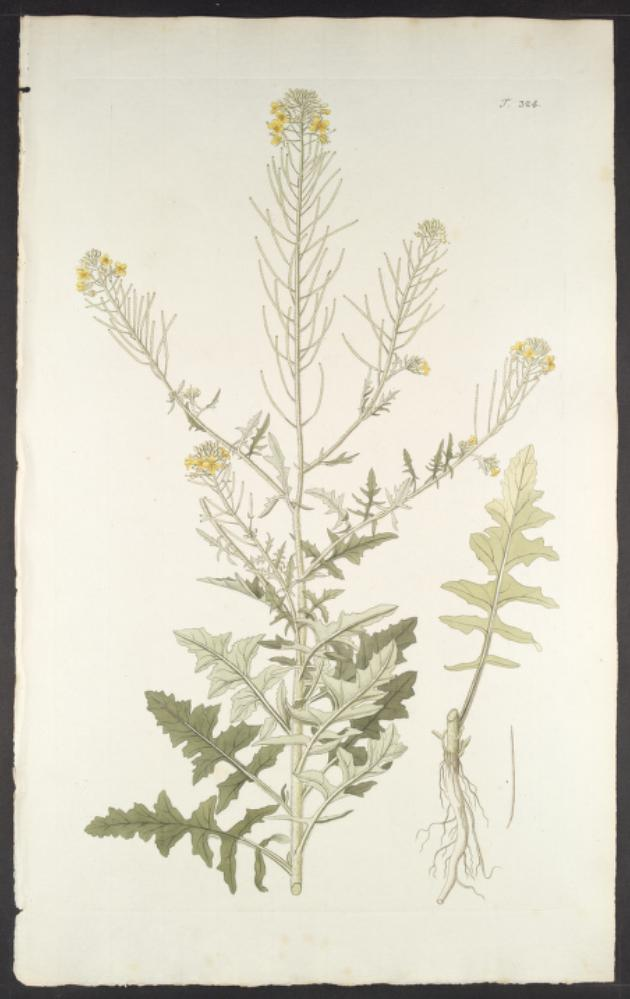
Nákres hulevníku Loeselova

Hulevník Loeselův (Sisymbrium loeselii) je žlutě kvetoucí ozimá planě rostoucí rostlina vysoká i přes metr, jeden z mnoha druhů rodu hulevník. Vyrůstá převážně u okrajů cest, na skládkách a rumištích, kompostech a dalších lidskou činností pozměněných plochách, občasně se objevuje jako plevelná rostlina i na orné půdě nebo ve vinicích.

## Výskyt
Rozšířen je v Evropě v rozsahu od Francie na západě po Skandinávii na severu, Itálii a Balkán na jihu a až po Ural na východě. Mimo Evropu se coby původní druh vyskytuje na Sibiři, v Malé Asii, na Arabském poloostrově, v okolí Kavkazu, ve Střední Asii a dále v Íránu, na indickém subkontinentu a severozápadě Číny a v Mongolsku. Druhotně byl zavlečen do Japonska a Severní Ameriky kde se rychle rozšířil.
V České republice vyrůstá na celém území v teplejších oblastech kde upřednostňuje suchá stanoviště s dostatkem slunečního svitu a sypkou půdou zásobenou živinami, hlavně dusíkem. Pravidelně roste v nížinatých oblastech, do vyšších poloh bývá jen nepravidelně zavlékán.

## Popis
Je to jednoletá nebo ozimá bylina s přímou lodyhou vysokou 50 až 100 cm. Lodyha je obvykle silně porostlá chlupy dlouhými 1 až 2 mm, v horní polovině se rozvětvuje odstálými větvemi. Silně chlupaté listy v bazální růžici bývají dlouhé 3 až 8 cm a široké 2 až 5 cm a mívají řapíky o délce 1 až 4 cm. V obrysu široce obkopinaté čepele jsou lyrovitě peřenodílné se 2 až 4 hrubými, nepravidelnými zuby na každé straně a se znatelně větším vrcholovým. Střídavé lodyžní listy s řapíky jsou tvarem obdobné přízemním, jsou však menší a někdy i celistvé.
Žluté, pravidelné, čtyřčetné oboupohlavné květy vyrůstající na odstálých stopkách dlouhých asi 1 cm jsou sestaveny do mnohočetného květenství. Vytvářejí hrozen který je někdy větvený a obsahuje až 150 květů, postupně s dozráváním se prodlužuje téměř na 30 cm. Květy mají citrónově žluté kališní lístky 3 až 4 mm velké uspořádané ve dvou kruzích a zlatožluté korunní lístky se zaoblenými vrcholy, jež jsou obvejčité, rozestálé a dlouhé 6 až 8 mm. Šest vzpřímených tyčinek, dvě kratší a čtyři delší, vyrůstá ve dvou kruzích, mají lysé nitky a žluté prašníky. Zelený semeník je srostlý s velmi krátkou, tlustou čnělkou nesoucí hlavičkovitou bliznu se dvěma laloky. Rostliny postupně kvetou od května do září.
Plody jsou oblé, lysé nebo na bázi brvité šešule které jsou rovné neb někdy mírně srpovitě zahnuté směrem vzhůru. Bývají dlouhé 25 až 35 mm a široké 1 až 1,5 mm a rostou šikmo vzhůru na tenkých stopkách dlouhých 1 až 2 cm. Šešule obsahuje 40 až 60 drobných, hnědožlutých, podlouhle vejčitých semen 1 mm dlouhých a 0,5 mm širokých. Ploidie je 2n = 14.

## Rozmnožování
Rozmnožuje se výhradně semeny, kterých na jedné rostlině dozrává až několik tisíc. Nejlépe klíčí semena uložená v malé hloubce, 3 cm je pro ně obvykle kritická mez. Hromadně klíčí až na jaře příštího roku a jen z menší části téhož roku po vysemenění. Rostlinky vzešlé na podzim za mírné zimy obvykle přezimují a na jaře pokračují v růstu.